# Pleurotomaria murchisoniaeformis
Pleurotomaria murchisoniaeformis is een fossiele slakkensoort uit de familie van de Pleurotomariidae. De wetenschappelijke naam van de soort is voor het eerst geldig gepubliceerd in 1889 door Gemmellaro.